# Subependymom
Subependymom je typ benigního mozkového tumoru, resp. řídká forma ependymomu s lepší vyhlídkou na uzdravení. Pochází přeměnou z neuroglie ze stěny mozkových komor, nejčastěji ve čtvrté komoře mozkové.

## Diagnóza a léčba
Diagnostika probíhá histologicky odebráním tkáně (biopsie), kde je patrné typické formování klasterů jader. Síť je houbovitá. Na řezu je bílý, častá je značná kalcifikace.